# Železniško postajališče Ožbalt
Železniško postajališče Ožbalt je eno izmed železniških postajališč v Sloveniji, ki oskrbuje bližnje naselje Ožbalt.